# Symplectoscyphus epizoicus
Symplectoscyphus epizoicus är en nässeldjursart som beskrevs av Watson 1973. Symplectoscyphus epizoicus ingår i släktet Symplectoscyphus och familjen Sertulariidae. Inga underarter finns listade i Catalogue of Life.